# الدوائر الانتخابية للتونسيين في الخارج
الدوائر الانتخابية للتونسيين في الخارج تشمل 10 دوائر انتخابية تونسية تضاف إلى 161 دائرة انتخابية وطنية. يقسمون العالم إلى عشرة أجزاء: فرنسا (مقسمة إلى 3 أقسام)، إيطاليا، ألمانيا، بقية الدول الأوروبية، الأمريكيتان، إفريقيا، آسيا، الوطن العربي واستراليا.

## قائمة الدوائر الانتخابية
| الموقع            | الدائرة الانتخابية   | الأماكن                                                                                | المقاعد |
| ----------------- | -------------------- | -------------------------------------------------------------------------------------- | ------- |
| الخارج (10 مقاعد) | فرنسا 1              | فرنسا - قنصليات: باريس، بانتان وستراسبورغ                                              | 1       |
| الخارج (10 مقاعد) | فرنسا 2              | فرنسا - قنصليات: ليون، تولوز وغرونوبل                                                  | 1       |
| الخارج (10 مقاعد) | فرنسا 3              | فرنسا - قنصليات: مرسيليا، نيس وتولون                                                   | 1       |
| الخارج (10 مقاعد) | إيطاليا              | إيطاليا                                                                                | 1       |
| الخارج (10 مقاعد) | ألمانيا              | ألمانيا                                                                                | 1       |
| الخارج (10 مقاعد) | باقي الدول الأوروبية | بقية الدول الأوروبية التي تتواجد فيها بعثات دبلوماسية تونسية                           | 1       |
| الخارج (10 مقاعد) | الدول العربية        | الدول العربية التي تتواجد فيها بعثات دبلوماسية تونسية                                  | 1       |
| الخارج (10 مقاعد) | آسيا واستراليا       | جميع دول قارة آسيا غير العربية وقارة استراليا التي تتواجد فيها بعثات دبلوماسية تونسية  | 1       |
| الخارج (10 مقاعد) | إفريقيا              | جميع الدول الافريقية غير العربية بقارة افريقيا التي تتواجد فيها بعثات دبلوماسية تونسية | 1       |
| الخارج (10 مقاعد) | الأمريكيتان          | جميع دول القارة الأمريكية التي تتواجد فيها بعثات دبلوماسية تونسية                      | 1       |

## روابط خارجية
- الموقع الرسمي لهيئة الانتخابات.